# Nassau-Hadamar

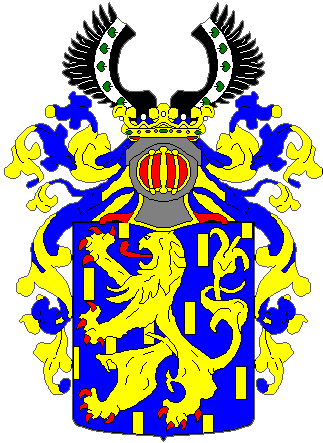
Escudo de la Casa de Nassau-Hadamar, este es igual a la línea principal

Nassau-Hadamar es el nombre de dos líneas secundarias de la línea otoniana de la Casa de Nassau. La línea más antigua existió desde 1303 hasta 1394, la línea más joven existió desde 1607 hasta 1711 y recibió el título hereditario de príncipe en 1652.

## Historia
Tras la muerte de Enrique II "el Rico" de Nassau, sus hijos Walram II y Otón I se repartieron la herencia en 1255. La frontera entre ambos territorios la formaba aproximadamente el río Lahn. Walram se hizo cargo de la parte sur del reino (línea walrémica) y Otón, de la parte norte (línea otoniana). El matrimonio entre Otón e Inés de Leiningen concedió a la línea otoniana la soberanía sobre la Marca de Hadamar.
La muerte de Otón en 1290 dio lugar a reiteradas disputas de sucesión entre sus hijos. En 1303, se repartieron sus bienes, bajo la mediación de Juan I de Limburgo . El hijo mayor, Enrique, se hizo cargo del condado de Nassau-Siegen, ubicado en Siegerland, y la Baronía de Westerwald; el segundo hijo, Emicho I, heredó el condado de Nassau-Hadamar con tierras en Driedorf y Esterau; y el tercer hijo, Juan, obtivo el condado de Nassau-Dillenburg con sus tierras alrededor de Dillenburg, Herborn, Mengerskirchen, el diezmo de Calenberg y la jurisdicción (Gericht) de Heimau.

## Condes y Príncipes de Nassau-Hadamar

Armas de Francisco Alejandro de Nassau-Hadamar

- Juan Luis de Nassau-Hadamar (1620-1653), se convirtió en príncipe en 1650
- Mauricio Enrique de Nassau-Hadamar (1653-1679)
- Francisco Alejandro de Nassau-Hadamar (1679-1711)
  - Tutela de Francis Bernard de Nassau-Hadamar (1679–1694)

Dividido entre otras ramas otonianas de Nassau (1712-1742)
- Guillermo Jacinto de Nassau-Siegen (1742-1743)

Nassau-Hadamar pertenece íntegramente a Orange-Nassau.